# Kidar Nath Sahani
Kidar Nath Sahani, född 24 oktober 1926 i Rawalpindi (i nuvarande Pakistan), död 3 oktober 2012 i Delhi, var en indisk politiker som var guvernör i Sikkim (2001-02) och Goa (2002-04). Han var en framträdande företrädare för Bharatiya Janata-partiet.